# 비물질 노동
비물질 노동(非物質勞動)은 마르크스주의 기반의 정치경제학, 특히 자율주의 정치철학에서 기원한 개념으로, 자본주의 경제에서 다양한 방식으로 상품화되는 정서적, 인지적 활동으로부터 가치가 생산되는 방식을 설명하는 틀이다.
비물질 노동이라는 개념은 이탈리아 사회학자이자 철학자인 마우리치오 라차라토가 1996년 비르노와 하트가 편집한 《급진적 사상, 이탈리아에서》(Radical Thought in Italy)에 기고한 "비물질 노동" 논문에서 처음 사용하였다. 이 논문은 1997년 《비물질 노동: 삶의 형태와 주체성의 생산》(Lavoro immateriale. Forme di vita e produzione di soggettività, 옴브레 코르테)으로 재출간되었다. 라차라토는 1970년대 파두아의 학생으로서 납의 시대(이탈리아)에 참여했으며, 저널 《멀티튜드》의 편집진이다. 프랑코 베라르디, 안토니오 네그리, 마이클 하트, 주디스 레벨, 파올로 비르노 등 탈마르크스주의 학자들도 이 개념을 활용해 왔다.

## 적용 분야

### 디지털 자본주의
비물질 노동에 관한 연구는 첨단 기술 산업의 분석을 포함하지만, 비물질 노동은 디지털 기술보다 훨씬 앞서 존재한 개념으로 이해되며, 특히 젠더와 가사 역할의 수행, 그리고 정서적, 인지적 작업의 다른 측면들에서 찾아볼 수 있다.
인터넷 맥락에서 비물질 노동과 일반적으로 연관된 주제로는 디지털 노동, 공유 기반 동료 생산, 사용자 제작 콘텐츠 생산이 있으며, 여기에는 오픈 소스, 자유 소프트웨어, 크라우드소싱, 유연한 라이선스 계약, 디지털 시대 창작물 공유의 모호성 속에서 붕괴되는 저작권, 디지털 돌봄 노동, 그리고 디지털 지식경제 내 사회적 환경에 참여함으로써 생산되는 기타 조건들이 포함된다.

### 페미니즘
페미니즘은 돌봄 노동, 젠더 수행, 가사 노동과 관련된 소외 조건과 노동을 설명하기 위해 비물질 노동에 관한 논의를 채택했다. 1972년 이탈리아에서 셀마 제임스가 공동 설립한 사회임금 운동인 '가사노동임금제'는 사회적 생산 노동의 불균등하고 젠더화된 사유화 속에서 돌봄 노동과 같은 전통적으로 여성적인 역할이 평가절하되는 상황에서 가사 노동에 대한 임금을 요구했다.
포스트식민주의 페미니스트 작가 리사 나카무라와 다른 이들은 온라인 정체성, 인종적 정체성, 정체성 수행, 또는 "자아의 아바타화"에서의 비물질 노동을 설명해 왔다. 나카무라는 생산 순환에 통합되고 종종 약화되는 유색인종 여성의 역할에 관심을 가졌다. "원주민 회로: 나바호 여성과 초기 전자 제조의 인종화"(Indigenous Circuits: Navajo Women and the Racialization of Early Electronic Manufacture)에서 나카무라는 페미니스트 이론가 도나 해러웨이의 《사이보그 선언문》을 활용하여 생산 사슬과 나바호 여성의 직물 작업의 상품화 역할을 이해하고자 했다. 공예와 산업 노동 사이의 이러한 관계는 젠더 고정관념, 감시, 세계화의 정체성 정치와 같은 더 큰 개념과 연결된다. 그의 역사적 연구는 이 광범위한 논의에 기여한다. "디지털 작업—손과 그 손가락의 작업—이 원주민 문화적 맥락에서 기술적 상업적 혁신의 세계로 고통 없이 이전될 수 있으며, 이 과정에서 양쪽 모두에게 이익이 된다는 증거로 인용되었다."
소셜 미디어와 사용자 제작 콘텐츠 플랫폼 간의 동의 계약이나 계약은 사용자가 자신이 생산하는 콘텐츠, 데이터, 메타데이터의 사용과 유통에 대해 더 많은 통제권을 갖게 함으로써 비물질 노동을 최소화하는 방법으로 제안되었다.

### 창의적 작업
"창의적 노동"이라는 개념은 비물질 노동의 맥락에서 분석되어 왔다.
또한 디지털 시대에 가능해진 보편적 공유가 예술가와 창작자들이 자신의 작품에 대한 저작권을 주장하기 어렵게 만들어, 많은 온라인 플랫폼에 참여할 때 불가피하게 비물질 노동의 상황을 만들어낸다는 주장도 있다.

## 비판

### 물질 대 비물질 노동 논쟁
비물질 노동이 인지적, 정서적 활동이라고 주장하는 것의 물질적 효과는 지속적으로 비물질 노동이라는 개념을 불신하는 데 사용되어 왔다. 이 용어의 비판자들은 노동이 비물질 노동으로 정의될 수 있는 정서적, 인지적 상품을 생산할 수 있을지라도, 그것은 여전히 항상 체화되어 있으며 물리적, 물질적 세계와의 상관관계를 유지한다고 주장했다.
자율주의 페미니스트들 또한 필연적으로 정서적이고 체화된 요소를 유지하는 정서적 노동과 돌봄 노동을 설명하기 위해 "비물질적"이라는 단어를 사용하는 것에 문제를 제기해 왔다.

## 같이 보기
- 디지털 노동
- 정서 노동
- 감정 노동
- 탈포드주의
- 탈마르크스주의
- 컴퓨터 네트워크 감시
- 가사노동 임금제

## 서지
- Berardi, Franco. 2009. The soul at work: from alienation to autonomy. Los Angeles, CA: Semiotext(e).
- Michael Hardt, and Antonio Negri. 2004. Multitude: War and Democracy in the Age of Empire. New York: The Penguin Press.